# Plac Republiki w Erywaniu
Plac Republiki (orm. Հանրապետության հրապարակ, Hanrapetutian hraparak) – główny plac w stolicy Armenii, Erywaniu. 
Położony jest ponad pół kilometra na południe od drugiego ważnego placu stolicy – placu Wolności. Oba punkty łączy szeroki deptak Hiusisajin (Północny). Plac jest miejscem przecięcia się pięciu ważnych dla stolicy ulic: Abowiana, Nalbandiana, Tigran Mec, Wazgena Sarkisjana i Amiriana. Na północny wschód od placu, tuż za gmachem muzealnym, znajduje się stacja metra Plac Republiki (Hanrapetutian hraparak).

## Historia

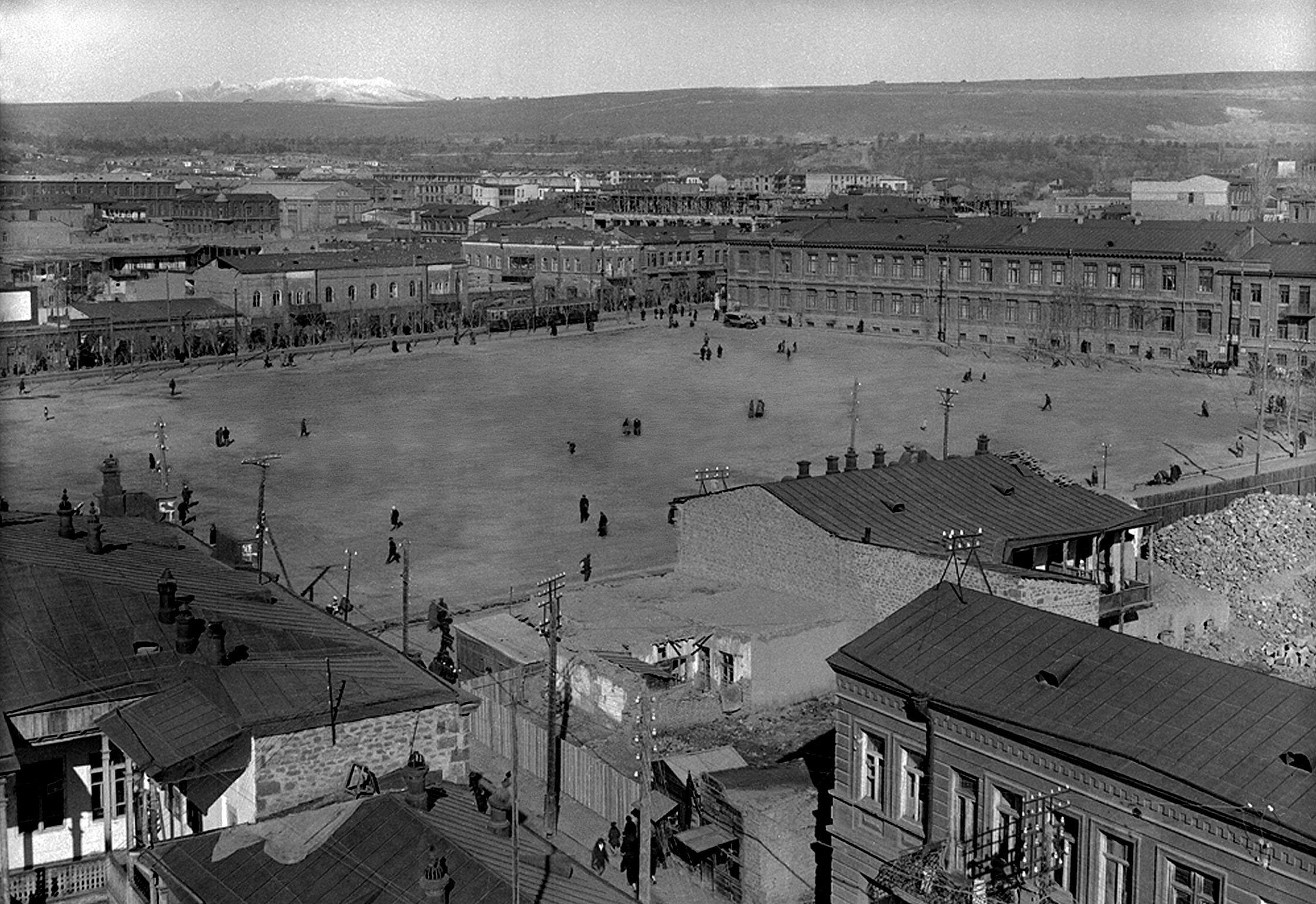
Plac Republiki w 1916

Plac został zaprojektowany przez architekta Aleksandra Tamaniana w 1924 w ramach wielkiej przebudowy miasta. Choć większość pomysłów Tamaniana na przebudowę Erywania była uważana za ekstremalne i niemożliwe do zrealizowania, wizja placu doczekała się realizacji. Wszystkie znajdujące się tu wcześniej domy, restauracje i łaźnie zostały całkowicie zburzone. 
Budowa placu rozpoczęła się w 1926, a zakończono ją w 1929. Plac przebudowano w latach 1952–1958. Za czasów radzieckich nazywany był placem Lenina (orm. Լենինի հրապարակ), ze względu na to, że mieścił się na nim pomnik wodza rewolucji bolszewickiej – Włodzimierza Lenina. Autorem tegoż pomnika, ustawionego w południowej części placu, był radziecki rzeźbiarz Siergiej Mierkurow. Pomnik Lenina wzniesiono 29 listopada 1940 w 20. rocznicę istnienia radzieckiej Armenii. Ręka posągu została nieco wyciągnięta do przodu, co miało dawać wrażenie ruchu, niczym krok w przyszłość. Po odzyskaniu przez Armenię niepodległości zmieniono nazwę placu, zaś pomnik przeniesiono na dziedziniec znajdujący się na placu gmachu muzeum. Na dziedzińcu tym spoczywa także pomnik carycy Katarzyny II Wielkiej.

## Opis
Plac Republiki ma powierzchnię 14 tys. m² i reprezentuje jednolity styl architektoniczny. Z powodu zaokrąglonego kształtu z góry przypomina tradycyjny ormiański dywanik. Plac z oświetlonymi budynkami, stylowymi latarniami i szumiącymi fontannami jest w letnie wieczory i noce atrakcyjnym miejscem spotkań dla turystów, jak i miejscowej młodzieży. Tu odbywają się ważne uroczystości państwowe, w tym doroczna parada wojskowa z okazji Dnia Niepodległości.
Plac otacza siedem wielkich budynków z różnokolorowego tufu wulkanicznego:
- gmach muzealny, w którym mieści się Narodowa Galeria Armenii i Muzeum Historii Armenii (północny wschód),
- Ministerstwo Finansów (wschód),
- Budynek Rządowy – główna siedziba rządu Republiki Armenii (wschód),
- Gmach Poczty Głównej oraz Ministerstwa Transportu i Łączności (południe),
- Hotel Armenia Marriott (zachód),
- Ministerstwo Spraw Zagranicznych (północny zachód),
- Ministerstwo Administracji Terytorialnej Armenii (północ).

Na Budynku Rządowym widnieje wykonany w Moskwie zegar, który przywieziono tu w lipcu 1941. Ma średnicę 4 m i wskazówki o długości równej wzrostowi człowieka (188 i 170 cm).

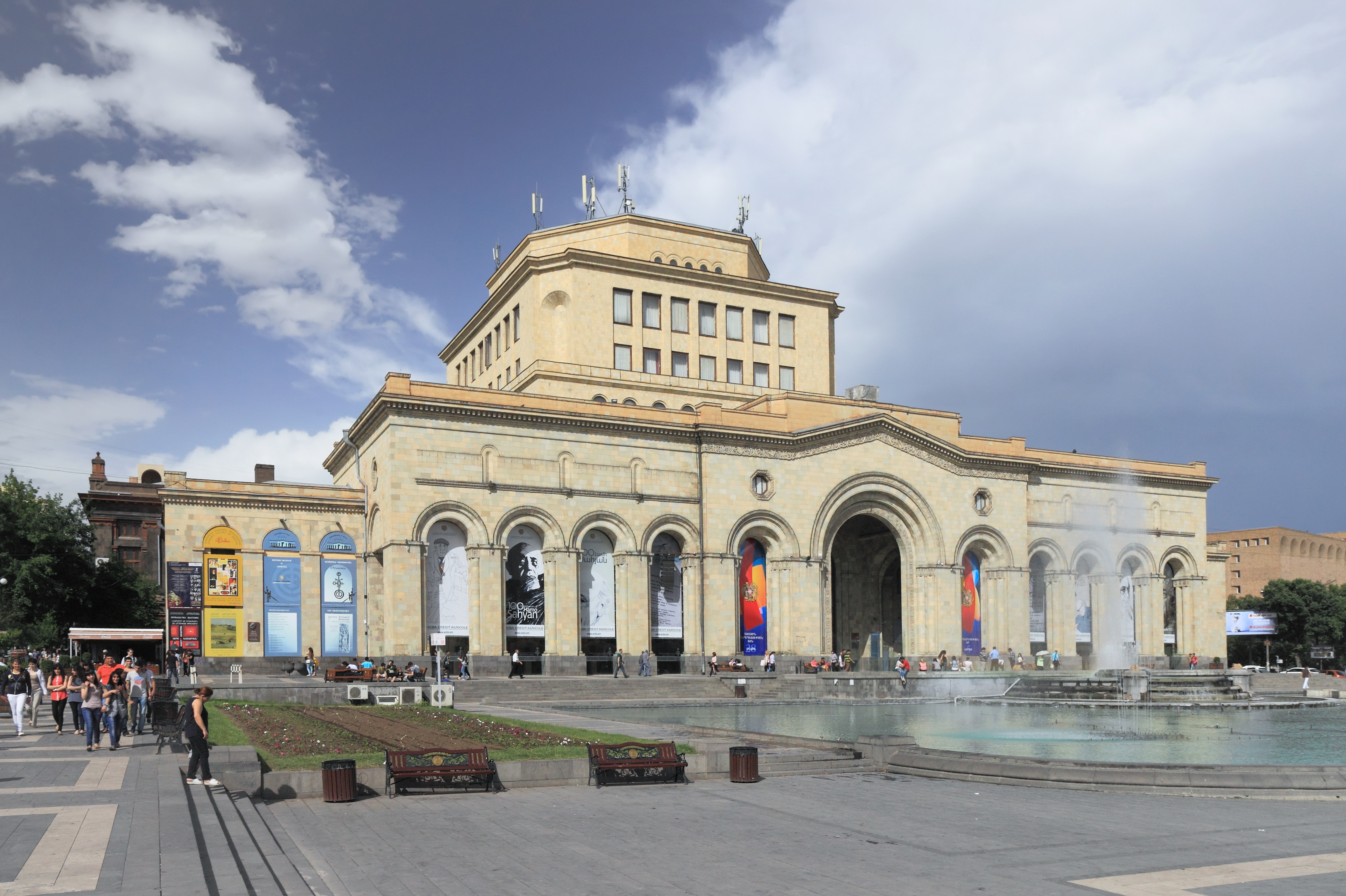
Narodowa Galeria Armenii i Muzeum Historii Armenii
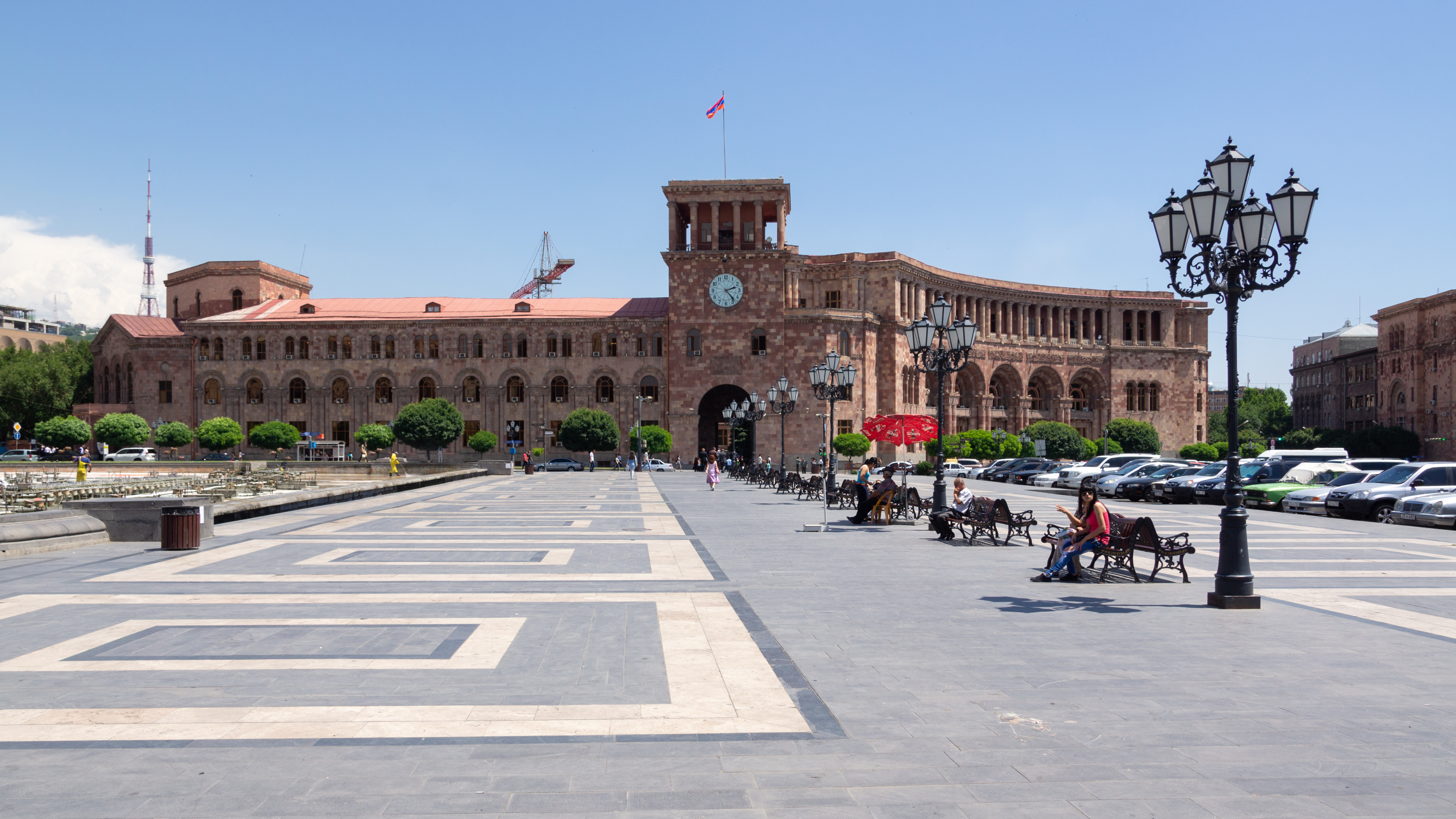
Ministerstwo Finansów (z lewej) i Budynek Rządowy (z prawej)
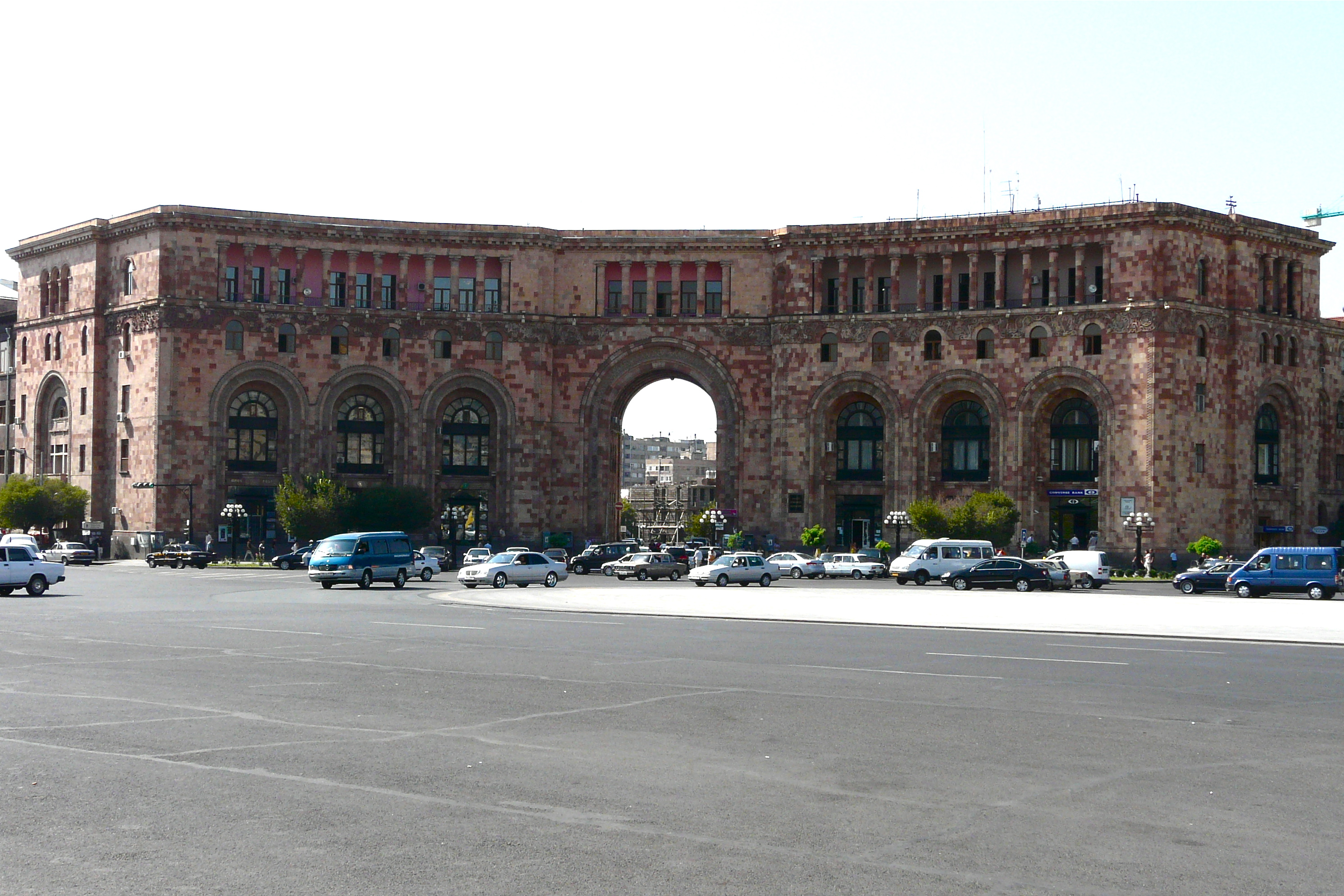
Gmach Poczty Głównej oraz Ministerstwa Transportu i Łączności
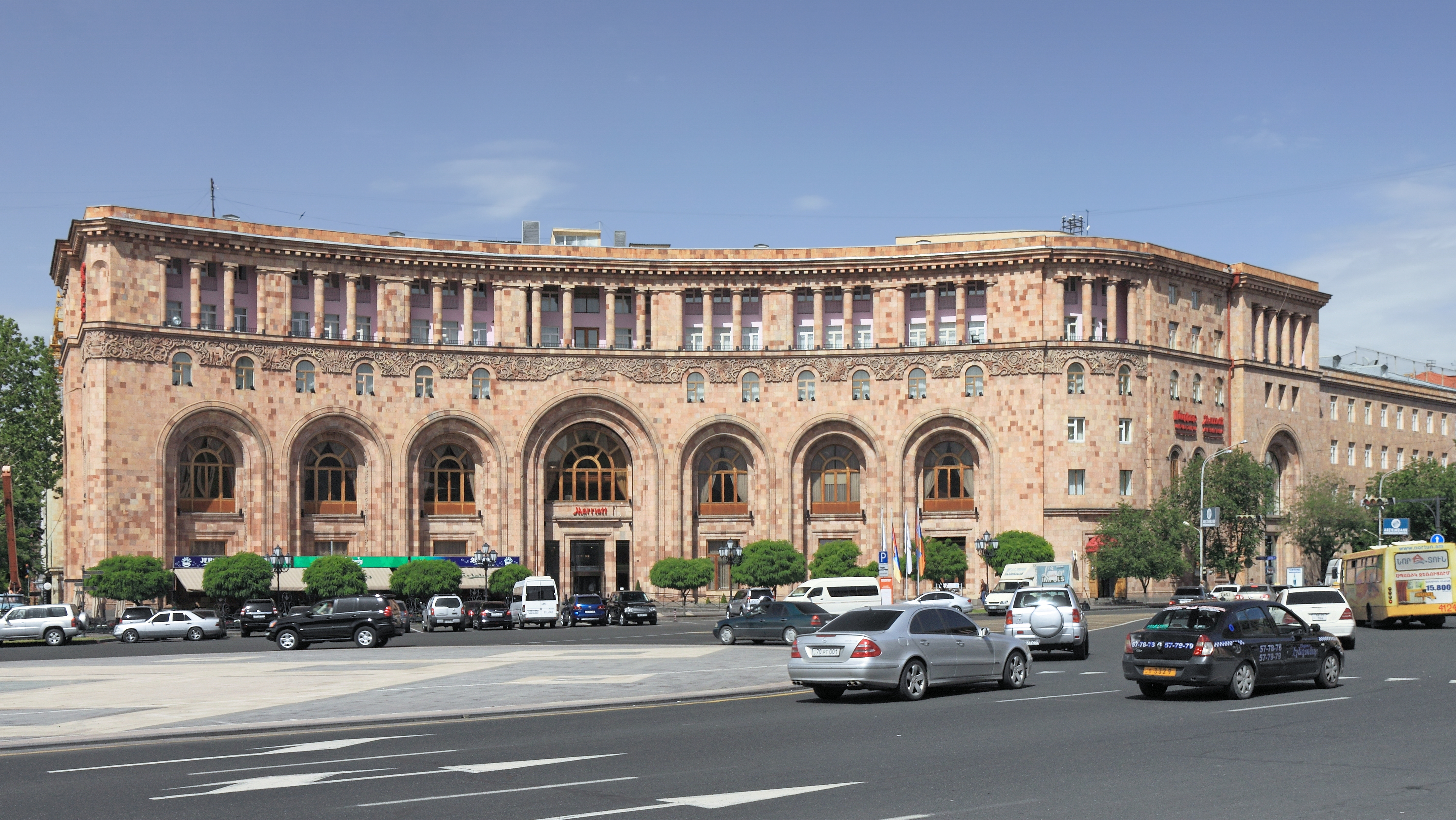
Hotel Armenia Marriott
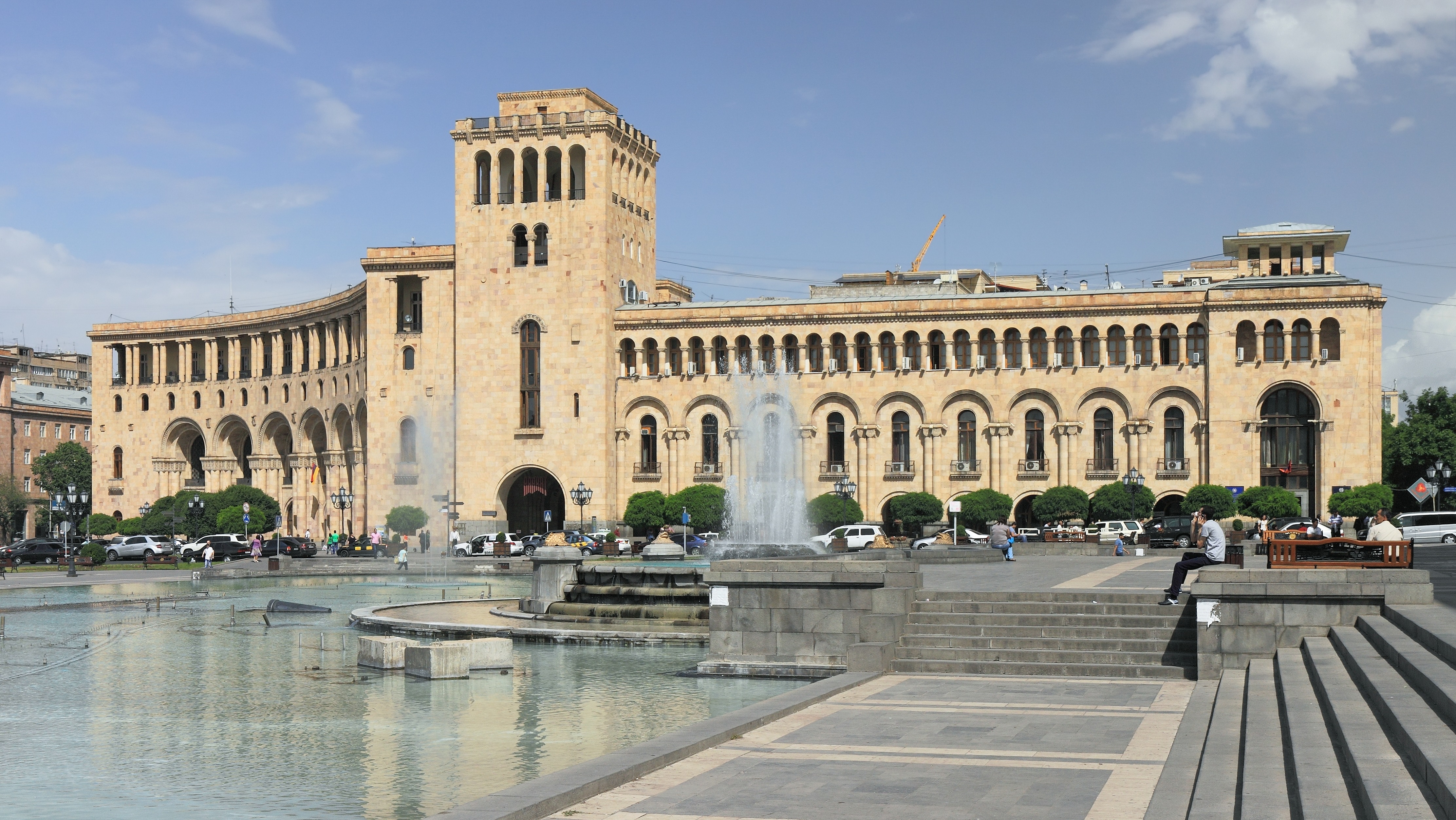
Ministerstwo Spraw Zagranicznych (z lewej) i Ministerstwo Administracji Terytorialnej Armenii (z prawej)

Po wschodniej stronie placu, przed gmachem muzealnym, umieszczono dużą fontannę, która staje się „tańczącą fontanną” w letnie wieczory od godziny 21.30. Zarówno kształt strumieni fontanny, jak i ich kolory zmieniają się zgodnie z rytmem piosenki lub granej muzyki. Atrakcję zaprojektował inżynier i naukowiec Abraham Abrahamian. Tańczące fontanny zostały odnowione w 2007 i od tego momentu są sterowane komputerowo. W programie muzycznym są utwory klasyczne, ale też jazz, rock i pop. Widowisko można oglądać bezpłatnie.

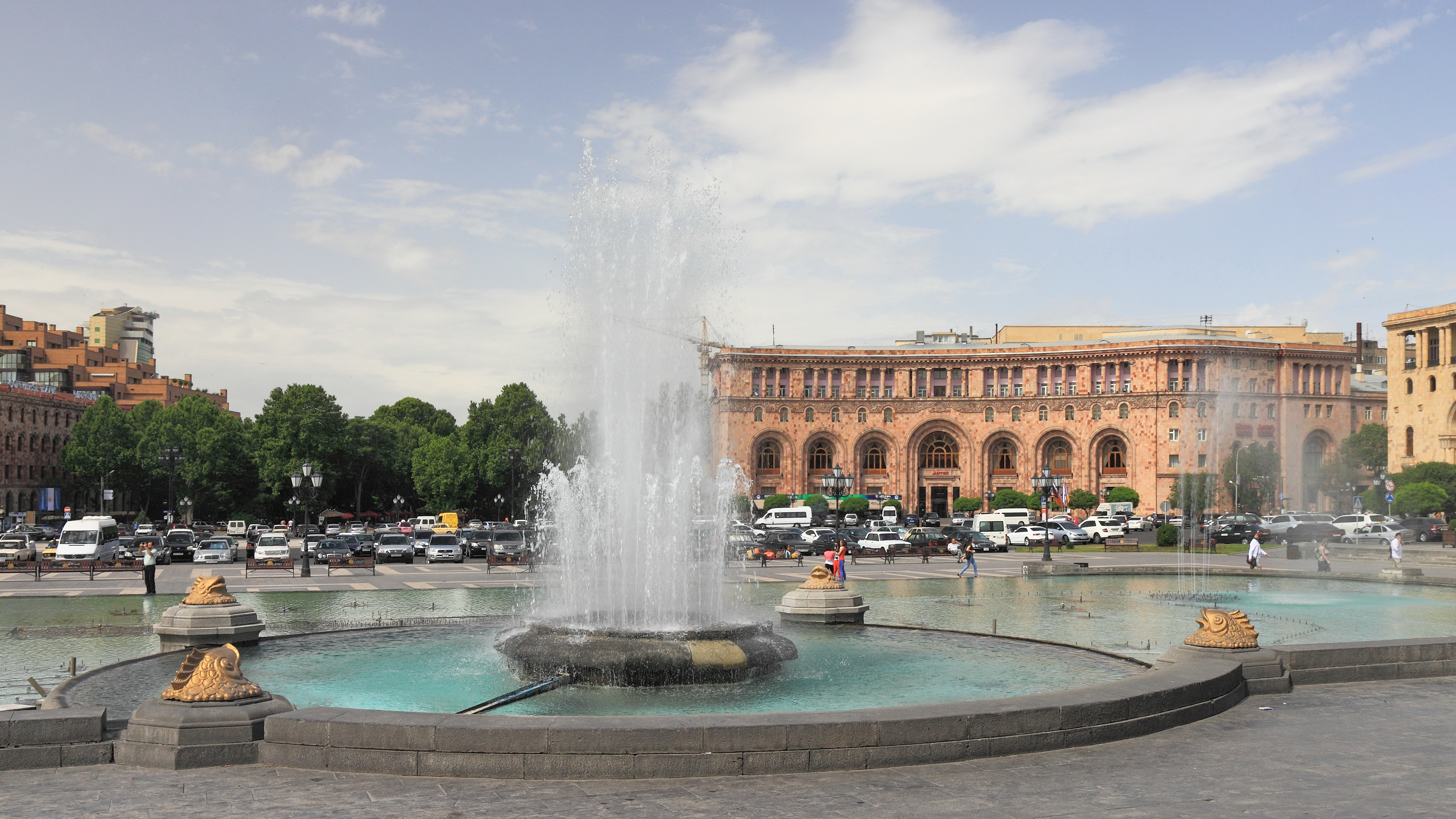
Fontanny w ciągu dnia
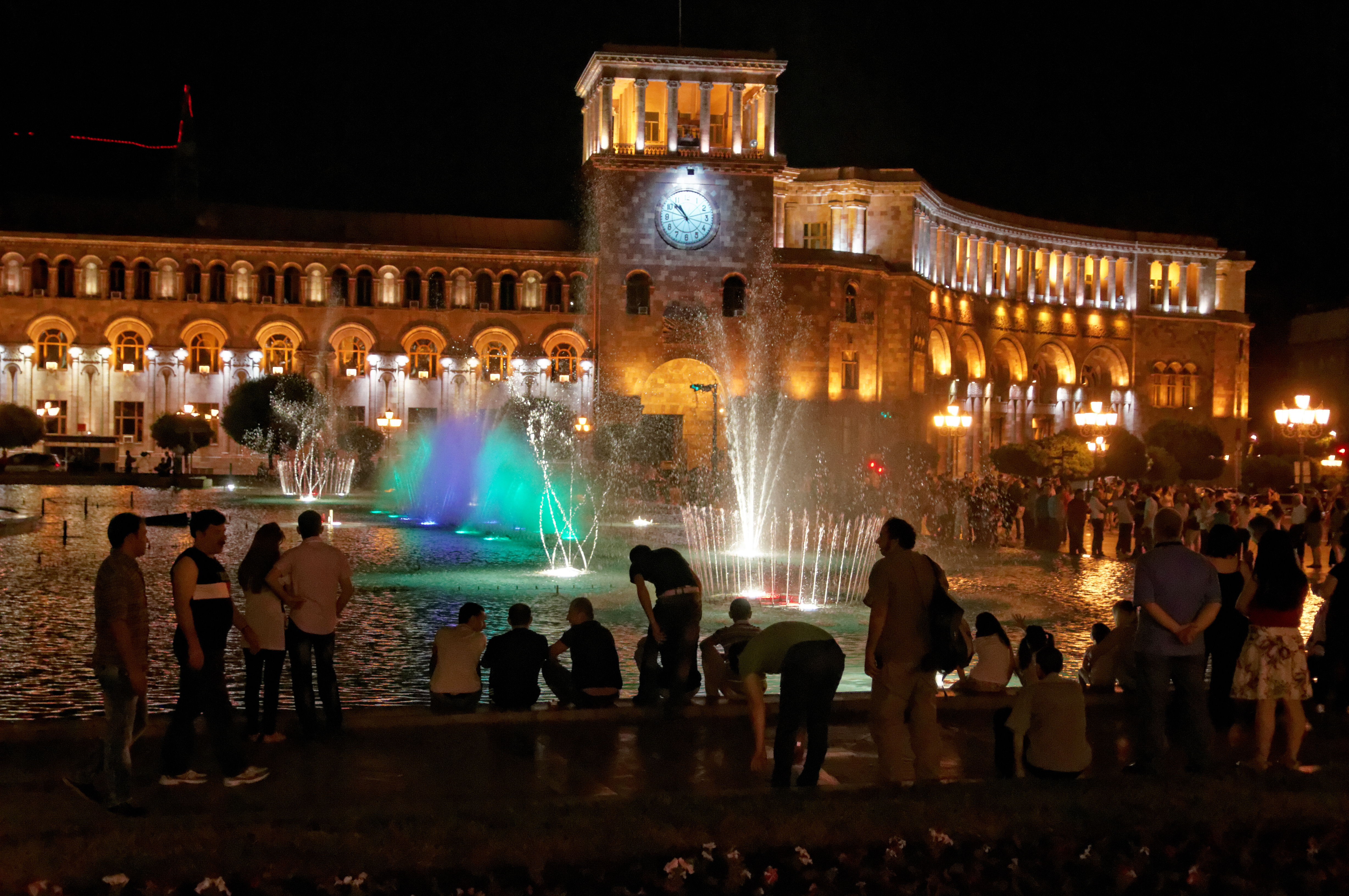
„Tańczące fontanny” wieczorem
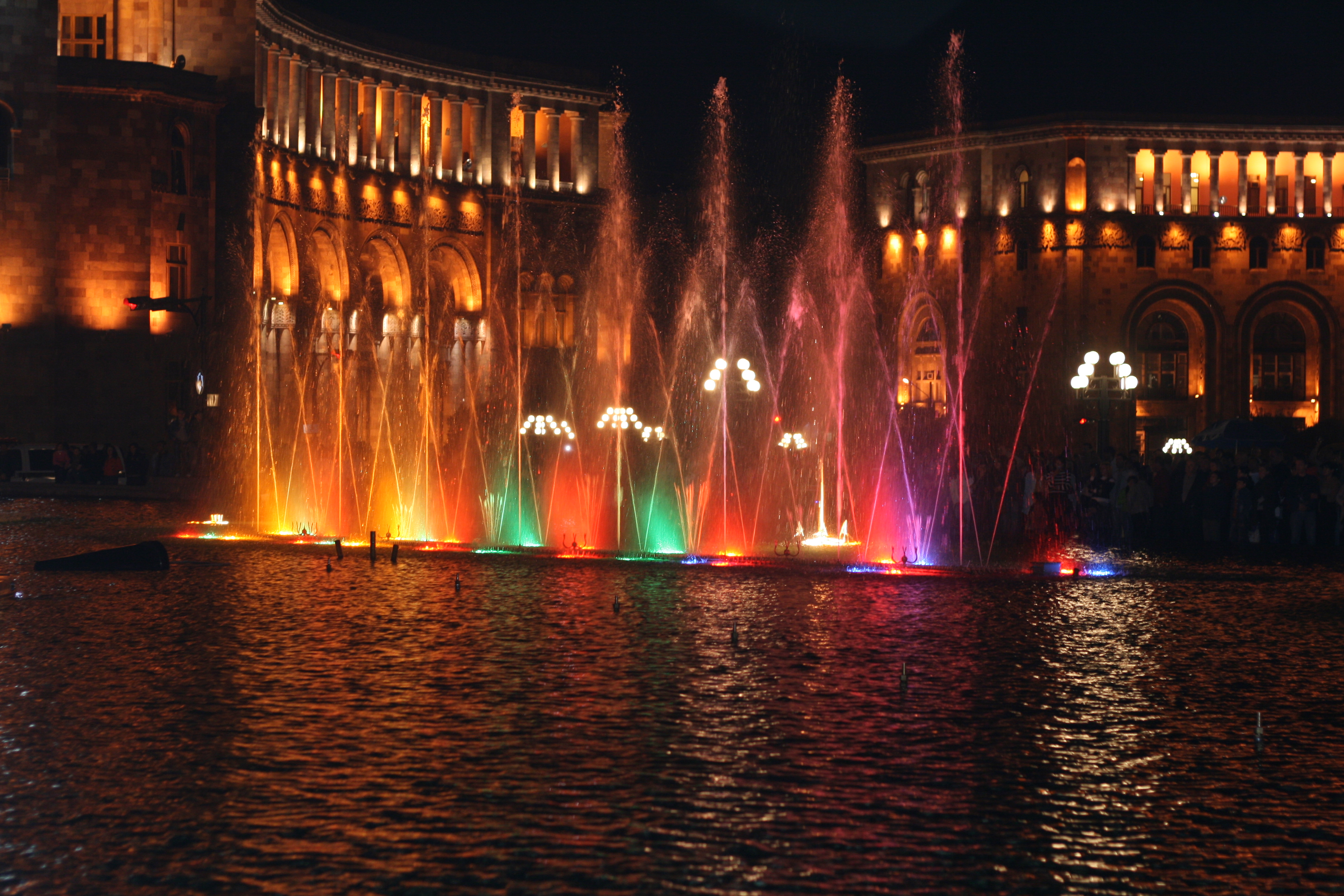
„Tańczące fontanny” wieczorem
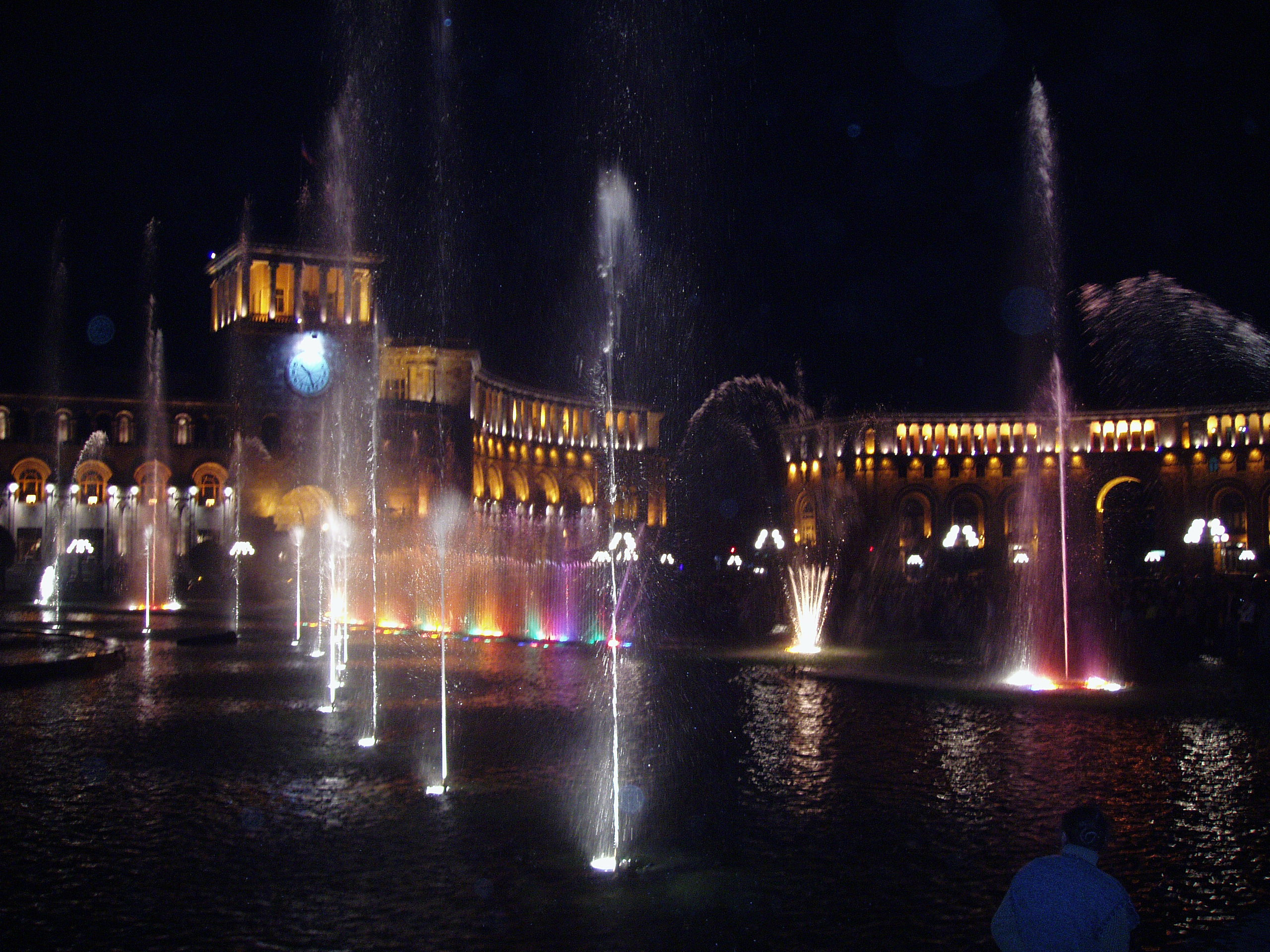
„Tańczące fontanny” wieczorem